# Goya (stacja metra)
Goya – stacja metra w Madrycie, na linii 2 i 4. Znajduje się w dzielnicy Salamanca, w Madrycie i zlokalizowana jest pomiędzy stacjami Príncipe de Vergara, Manuel Becerra (linia 2) oraz Lista i Velázquez (linia 4). Została otwarta 14 czerwca 1924.
Stacja została nazwana na cześć hiszpańskiego malarza Francisca Goi. Na peronie linii 4 znajdują się kopie jego rycin.